# Бідермаєр

Карл Шпіцвеґ — типовий представник малярства епохи бідермаєру (тут: «Недільна прогулянка»)

Бідермаєр, міщанський романтизм — напрям у німецькому та австрійському мистецтві 1830–1840-х.
Бідермаєр вважається перехідним періодом між класицизмом і романтизмом. Фактично є уособленням німецької міщанської культури. Вважається, що бідермаєр, як стиль у мистецтві, сформувався у країнах Німецького союзу та в Австрійській імперії як антитеза ідеям французької революції та ампіру наполеонівських часів. На теренах України був поширений у Буковині та Галичині, які входили до складу Австрійської імперії.

## Походження поняття
Назва Бідермаєр походить від вигаданого літературного псевдоніма «Ґотліб Бідермаєр», під яким правник і письменник Людвіг Айхродт зі своїм приятелем лікарем Адольфом Кусмаулем опублікували у 1850 році збірку віршів-пародій на тогочасну міщанську поезію під назвою «Бідермаєрова любов до пісні» (нім. Biedermeier Liederlust).

## Характерні риси стилю
На відміну від романтизму, бідермаєр оспівував не незвичне, а буденне. Улюбленим його героєм був не геній-одинак, який кидає виклик непереборним обставинам чи стихіям, а «маленька людина» — міщанин чи навіть дрібний чиновник — безсила перед рутиною життя. Глибоким співчуттям до таких персонажів, скажімо, сповнені твори Миколи Гоголя, — хоча зазвичай його вважають представником романтизму.
Митці бідермаєру зверталися до життя простих людей, навколишньої природи, національного фольклору (Л. Ріхтер, Ф. Керстінґ, М. Швінд, Ф. Вальдмюллер, К. Шпіцвеґ та ін.). Їхні прагнення до інтимності й чулості призводили часто до тематичної вузькості та ідеалізації побуту міщан.
Незважаючи на досить часте вживання терміну «бідермаєр», точного його визначення не існує. Тому віднесення тих чи інших мистецьких творів до цього стилю є достатньо умовним.

### Архітектура
Початок XIX ст. — це доба скромного матеріального світу з легким нальотом сентиментальності. Пізніше цей стиль отримав глузливе прізвисько «бідермаєр» (тобто «бравий пан Маєр» — синонім міщанина, введений в ужиток поетом Айхродтом). У стилі виявилося прагнення до спокійного впорядкованого життя.
Востаннє спостерігається така єдність між духовним і наочним світом людини. І вперше стиль не був міцно прив'язаний до «старшої сестри» архітектури, будучи перш за все стилем інтер'єру. Холодний аристократизм ампіру переробляється у дусі інтимності й домашнього затишку.
Бідермаєр — хороший приклад, як певна епоха за допомогою відносних скромних засобів вирішує проблему гармонійного інтер'єру.
Стиль бідермаєр прийшов на зміну холодному, аристократичному ампіру.
Від ампіру цей стиль успадкував основні принципи побудови і лаконізм, проте це вже не архітектурний стиль, перш за все він виявився в меблевому мистецтві та інтер'єрі.

### Образотворче мистецтво
Багато робіт, переважно портретів, зроблених у стилі бідермаєр є у відомого львівського літографа Карела Ауера «Літографії Ауера стилістично абсолютно відповідні тогочасній моді — вони пристойно сентиментальні, охайні, наївні, їх хочеться розглядати під акомпанемент спінетів та зворушливих пісеньок Шуберта.» — так характеризувала Н. Космолінська суть цього періоду творчості художника.

### Музика
Бідермаєр у музиці найбільше проявився в численних публікаціях про домашнє музикування. Опубліковані аранжування оперних уривків, німецьких Lieder і деяких симфонічних творів, які можна було виконувати на фортепіано без професійної музичної підготовки, ілюстрували розширення охоплення музики цього періоду. Композиторами цього періоду є Бетховен, Шуберт, Россіні, Мендельсон, Шопен, Шуман і Ліст.

### Меблі та інтер'єр
Основні критерії меблів цього стилю — міцність, добротність і зручність.
Характерні ознаки меблів бідермаєру — плавно зігнуті спинки і підлокітники крісел, диванів, стільців, гнуті і точені ніжки столів і секретерів.
Ніколи раніше меблі не були такими «меблевими» за характером, тобто вільними від архітектурних надмірностей і чужорідного декору. Простота меблевих форм компенсувалася яскравим забарвленням оббивок і функціональною практичністю меблевих конструкцій.
За прикладом англійських меблевих майстрів столяри бідермаєру створювали різні типи «комбінованих» меблів; розсувні столи, столики і бюро з висувними і відкидними стільницями, стільці і столи, що трансформуються в бібліотечні сходи. На початку XIX століття рожеве або червоне дерево виступало як основний матеріал, тоді як пізніше на зміну йому прийшло фанерування з горіха і світлі породи дерева; черешня, груша, клен, тополя і ясен.
У міських будинках виникає поняття «чистої кімнати» — представницької кімнати для прийому гостей (отаке наслідування світським салонам). Природно, що вона обставлялася з особливою турботою.
Меблі бідермаєру знов набувають природних форм і плавних ліній. Вони вже не предмет прикраси, а добрий послужливий друг. Іноді вони грубуваті й незграбні за формою, та зате вирізняються витриманими пропорціями, красивим кольором дерева і вдало підібраними забарвленнями та малюнками оббивок. Ніколи ще природна краса дерева не використовувалася такою мірою. Майстри як і раніше обробляли парадні меблі червоним деревом, але в той же час широко використовували ясен, вишню, березу, грушу, клен. Недаремно період бідермаєру називали «епохою світлого дерева».
У парадних приміщеннях з'явилися меблі, раніше доречні тільки в коморах або в кімнатах людей середнього достатку — шафи, обідні столи. Дуже мало залишилося речей вузького, спеціального призначення. Втім, це не стосується столів. Люди в цей час багато і охоче пишуть, звідси підвищений попит на письмові столи. Окрім письмових і обідніх з'являються читальні, курильні, робочі, квіткові і гральні столи.
Зникли поширені в XVIII ст. меблі, які складалися з багатьох частин, що можна було поєднувати або використовувати окремо. Зникли зовсім недавно широко поширені балдахіни для ліжок.
Меблі для сидіння окрім диванів представлені стільцями і кріслами двох типів: одні — легкі, зручні й елегантні, другі, — виконані відповідно до міщанських уявлень про затишок. Інтер'єр житла доповнюють вітрини, етажерки, кутові шафки, трюмо і незмінні, модні в той час, невеликі клавесини (спінети).
У низці оригінальних стильових напрямів, що логічно витікали з ходу розвитку меблевих форм, останнім став стиль бідермаєр. Меблевий стиль бідермаєр існував з середини 1810-их років до революції 1848. Це був скромний меблевий світ з нальотом сентиментальності. Переважали стильові форми, в яких головний наголос був на практичності. Критерієм же корисності побутової речі, меблів, предмету інтер'єру вважалися, перш за все, міцність, якість і зручність. У 1808 році в Англії почав виходити журнал «Repository of Arts», на сторінках якого відтворювалися проекти зразкових предметів меблів. Спочатку це були проекти меблів у дусі пізніх зразків Шератона, Гоупа і Сміта, але поступово разом з ними з'явилися предмети меблів в стилі бідермаєр, із зігнутими формами і точеними деталями. Пізніше, близько 1820 року, до них приєднався ще і псевдоготичний різьблений декор.
У оформленні меблів переважали англійські традиції XVIII ст.: витончені округлі контури, простота і легкість. Найпопулярнішим був секретер з висувними скриньками, прикрашений живописом і кольоровим фанеруванням (різноколірними шматочками дерева геометричної форми). З'явилися гарнітури з широких диванів і соф, доповнені стільцями й столами.
Для оббивки сидінь і спинок крісел замість прийнятого в епоху ампіру шовку застосовували простіші тканини, наприклад, ситець з квітковим малюнком, або однотонний чи в смужку репс. Як настильний елемент використовували кінський волос. Провідними центрами меблевого мистецтва були Лондон, Берлін і Відень.
Широко застосовувалася техніка фанерування. Іноді фанерувалися навіть стрункі ніжки і підлокітники крісел, стільців, диванів. У цей пуританський час навіть такі прикраси здавалися непотрібною розкішшю і надмірністю. Наприклад, англійський письменник А. Штифтер в одному з творів уїдливо пише: «…всі столи мають прості соснові ніжки, що красуються, проте, в штанях з горіхового і червоного дерева».
Близько 1830 р. німецький майстер Міхель Тоне відкрив новий метод виробництва меблів: він навчився формувати багатошарову фанеру і гнути довгі дерев'яні бруси у водяній парі або кип'ятку.
Просто і нехитро виготовлені, елегантні меблі стали вже типовим масовим промисловим виробом.
Проте, разом із зростанням доходу росли й запити. І незабаром вже нащадки нарекли невибагливий стиль своїх батьків глузливим слівцем «бідермаєр».

## Чеські землі
Період бідермаєру збігся з рухом чеського національного відродження в чеськомовних регіонах. Найвідомішими письменниками того періоду були Божена Нємцова, Карел Гінек Маха, Франтішек Ладіслав Челаковський, Вацлав Клімент Клічпера та Йозеф Каєтан Тил. Ключовими художниками чеського бідермаєру були Йозеф Навратіл, Антонін Мачек і Антонін Манес. Великою популярністю користувалися пейзажі, натюрморти, дворики, сімейні сюжети, портрети. Вацлав Томашек створював ліричні фортепіанні п'єси та пісні на патріотичні тексти чеських авторів. Бідермаєр знайшов відображення і в прикладному мистецтві: склі та порцеляні, моді, ювелірних виробах, меблях.